# Zombi
Un zombi (sovint escrit amb la grafia anglesa zombie) és, originalment, una figura llegendària pròpia de les regions on es practica el culte vodú. Es tractaria d'un mort ressuscitat per mitjans màgics per un bruixot per tal de fer-ne el seu esclau. Per extensió, ha passat a la literatura fantàstica com a sinònim de mort vivent, i al llenguatge comú per designar en sentit figurat qui fa les coses mecànicament com si fos privat de voluntat.
D'acord amb la creença, un houngan o bruixot vudú seria capaç, mitjançant un ritual, de ressuscitar un mort, el qual restaria sotmès d'aleshores ençà a la voluntat de la persona que li retorna la vida. Aquests morts vivents són dits zombis. La paraula podria tenir relació amb el nom d'una serp divina que és objecte de culte en les regions de llengües nigerocongoleses, i que s'emparenta al terme congo nzambi, que significa déu.
El 1937 la folklorista estatunidenc Zora Neale Hurston va conèixer a Haití el cas de Felicia Felix-Mentor, morta i enterrada el 1907 i que, tanmateix, molts vilatjans asseguraven haver-la vist viva trenta anys després convertida en zombi. Hurston es va interessar en rumors que afirmaven que els zombis existien realment, encara que no eren morts vivents sinó persones sotmeses a drogues psicoactives que els privaven de voluntat. No va poder trobar dades que anessin més enllà de la mera especulació.
Diverses dècades més tard, el 1982, l'etnobotànic canadenc Wade Davis va viatjar a Haití per estudiar què hi havia de cert en la llegenda dels zombis, i va arribar a la conclusió —publicada en dos llibres: The Serpent and the Rainbow (1985) i Passage of Darkness: The Ethnobiology of the Haitian Zombie (1988)— que es podia tornar algú zombi mercès a l'ús de dues substàncies en pols. Amb la primera, anomenada coup de poudre (en francès, literalment, «cop de pols», un joc de paraules amb coup de foudre, que significa «cop de llamp» i també 'fiblada d'amor'), s'induiria la víctima a un estat de mort aparent. Els seus parents i amics la pensarien morta i l'enterrarien, i poc després es desenterraria i el bruixot la reviuria. Aleshores entrarien en acció les segones pólvores, una substància psicoactiva capaç d'anul·lar la voluntat de la víctima.
L'ingredient principal de la primera substància, el coup de poudre, seria la tetrodotoxina (TTX), una toxina que es troba en el peix globus, que habita les costes del Japó i el Carib. La TTX, administrada en una dosi semiletal (DL50 d'1 mg), és capaç de crear un estat de mort aparent durant diversos dies, el subjecte essent conscient, malgrat tot. Altres fonts parlen de l'ús de l'estramoni o datura, que a Haití anomenen concombre zombi, això és, «cogombre zombi». Segons la creença popular, la ingestió de sal alliberaria el zombi dels efectes de la droga.
Davis va popularitzar, també, la història de Clairvius Narcisse, un home que assegurava haver estat víctima d'aquesta pràctica, i haver viscut com esclau zombi en una plantació durant dos anys.
Encara que la creença en els zombis és estesa a Haití (fins al punt que de vegades es prenen mesures per evitar que els morts siguin convertits en esclaus, com ara injectar-los gran quantitat d'aigua salada o fins i tot tallar-los el cap), no existeix cap prova científica que ningú hagi estat sotmès a un procés de zombificació, ni per mitjà dels verins descrits ni, per descomptat, per mitjans màgics sobre morts reals. Les investigacions i relats de Davis i de Hurston han estat contestades per escèptics que posen en dubte la veracitat. D'altra banda, és fals que el codi penal haitià prohibeixi expressament l'ús de substàncies susceptibles de provocar la zombificació, idea falsa que, de vegades, se cita com demostració de l'existència real d'aquestes pràctiques.